# بایگیلدی
بایگیلدی (انگلیسی: Baygildy) یک شهرک در شهرستان دیورتیورلینسکی در استان باشقیرستان کشور روسیه است.